# Natalia Ivanova (lutte)
Pour les articles homonymes, voir Natalia Ivanova.
Natalia Ivanova, née le 11 mai 1969 à Angarsk, est une lutteuse russe et tadjike. Elle a concouru pour la Russie la majorité de sa carrière, elle a lutté sous les couleurs tadjikes de 2002 à 2004, disputant notamment les Jeux olympiques d'été de 2004 et les Jeux asiatiques de 2002.

## Palmarès

### Championnats du monde
- Sofia 1996
  -  Médaille d'argent en moins de 61 kg.
- Moscou 1995
  -  Médaille d'argent en moins de 61 kg.
- Sofia 1994
  -  Médaille de bronze en moins de 61 kg.

### Championnats d'Europe
- Budapest 2001
  -  Médaille d'argent en moins de 62 kg.
- Budapest 2000
  -  Médaille de bronze en moins de 62 kg.
- Oslo 1996
  -  Médaille de bronze en moins de 57 kg.